# Wola (Rokietnica)
Wola – część wsi Rokietnica położone w Polsce w województwie podkarpackim, w powiecie jarosławskim, w gminie Rokietnica. 
Wieś Wola Rokietnicka położona w powiecie przemyskim, była własnością Adama Władysława Krasickiego, została spustoszona w czasie najazdu tatarskiego w 1672 roku. W latach 1975–1998 miejscowość administracyjnie należała do województwa przemyskiego. 
W roku 2003 oddano do użyku nowo wybudowaną szkołę podstawową.
Od niedawna znajduje się tam również kościół pw. Chrystusa Króla.